# A Love You
Ne doit pas être confondu avec I love you.
Pour plus de détails, voir Fiche technique et Distribution.
A Love You est une comédie française réalisée par Paul Lefèvre et sortie en 2015.

## Synopsis
Après une soirée festive et trop arrosée, Manu frappe à la porte de son meilleur ami Fred pour lui demander de l'emmener à Avignon. En effet, à son réveil, il trouve sur son bras une adresse laissée par l'inconnue avec qui il a passé la nuit. Persuadé qu'il s'agit de la femme de sa vie, il veut à tout prix la retrouver. Les deux amis s'engagent alors sur la route, mais la virée va vite se transformer en un parcours du combattant.

## Fiche technique
- Titre original : A Love You
- Réalisation : Paul Lefèvre
- Scénario : Paul Lefèvre
- Directeur de la photographie : Vincent Richard
- Monteur : Charlotte Rembauville et Julien Rey
- Musique : Romain Vissol
- Costumes : Priscilla Delsault
- Décors : Alain Paroutaud
- Société de production : Aly Productions, Apipoulaï et Next Shot
- Distributeur : EuropaCorp Distribution
- Pays d'origine :  France
- Genre : comédie
- Durée : 90 minutes
- Date de sortie :
  - France : 24 juin 2015

## Distribution
- Antoine Gouy : Manu
- Paul Lefèvre : Fred
- Fanny Valette : Juliette
- Dominique Pinon : Serge
- Benoît Allemane : Marcel
- Vincent Leyris : Vincent
- Eddie Chignara : Lucien
- Déborah Krey : Magda
- Alexandra Gentil : Claire

## Distinctions
- 2015 : Prix spécial du jury au Festival de l'Alpe d'Huez[1].